# Marian Foik
Marian Foik (n. 6 octombrie 1933, Bielszowice⁠(d), Voievodatul Silezia, Polonia – d. 20 mai 2005, Varșovia, Polonia) a fost un atlet ce a reprezentat Polonia, medaliat olimpic. A participat la 3 ediții ale Jocurilor Olimpice (1956, 1960, 1964) în care a câștigat o medalie de argint în proba de 4x100 m.

## Palmares
| An   | Competiție           | Locație              | Loc | Eveniment | Note   |
| ---- | -------------------- | -------------------- | --- | --------- | ------ |
| 1956 | Jocurile Olimpice    | Melbourne, Australia | 8   | 100 m     | 10,6   |
| 1956 | Jocurile Olimpice    | Melbourne, Australia | 6   | 4x100 m   | 40,6   |
| 1958 | Campionatul European | Stockholm, Suedia    | 6   | 100 m     | 10,9   |
| 1958 | Campionatul European | Stockholm, Suedia    | 7   | 4x100 m   | 3:40,2 |
| 1960 | Jocurile Olimpice    | Roma, Italia         | 8   | 100 m     | 10,6   |
| 1960 | Jocurile Olimpice    | Roma, Italia         | 4   | 200 m     | 20,8   |
| 1960 | Jocurile Olimpice    | Roma, Italia         | –   | 4x100 m   | DS     |
| 1962 | Campionatul European | Belgrad, Iugoslavia  | 6   | 100 m     | 10,5   |
| 1962 | Campionatul European | Belgrad, Iugoslavia  | 2   | 200 m     | 20,8   |
| 1962 | Campionatul European | Belgrad, Iugoslavia  | 2   | 4x100 m   | 39,5   |
| 1964 | Jocurile Olimpice    | Melbourne, Australia | 6   | 200 m     | 20,8   |
| 1964 | Jocurile Olimpice    | Melbourne, Australia | 2   | 4x100 m   | 39,3   |